# Referendum Party
Referendum Party war der Name mehrerer Ein-Themen-Parteien im Vereinigten Königreich, die ein Referendum über das Verhältnis des Landes zur Europäischen Union anstrebten. Die bedeutendste dieser Parteien wurde von dem Unternehmer und Milliardär James Goldsmith für die Britischen Unterhauswahlen 1997 gegründet.

## Programm
Die Partei strebte die Durchführung eines Referendums über die Mitgliedschaft des Vereinigten Königreichs in der Europäischen Union an. Sie beabsichtigte, in jedem Wahlkreis anzutreten, in dem es noch keinen führenden Kandidaten gab, der eine solche Abstimmung befürwortete. Diejenigen Sitze, um die sie sich nicht bewarb, waren im Allgemeinen mit europaskeptischen Abgeordneten der Konservativen Partei besetzt. Allerdings trat sie auch nicht gegen pro-europäische Unterhausabgeordnete aller Parteien an, die sich für ein Referendum aussprachen. Dementsprechend waren die meisten Kandidaten, Mitglieder und Unterstützer der Referendum Party Europaskeptiker, es gab jedoch durchaus pro-europäisch Eingestellte. In Nordirland trat die Referendum Party nicht an, sondern unterstützte die Ulster Unionist Party.
Am 28. November 1996 stellte die Partei die Frage vor, die bei einem Referendum zur Abstimmung gelangen sollte:
"Do you want the United Kingdom to be part of a federal Europe or do you want the United Kingdom to return to an association of sovereign nations that are part of a common trading market?" („Wollen Sie, dass das Vereinigte Königreich Teil eines föderalen Europas ist, oder wollen Sie die Rückkehr des Vereinigten Königreichs in eine Assoziation souveräner Nationen als Teil eines allgemeinen Handelsmarkts?“)
Bereits vor der Wahl hatte die Partei kurzfristig einen Sitz im Unterhaus, als der konservative Abgeordnete für den Wahlkreis Reigate, George Gardiner, im Streit um seine Wiedernominierung durch die Konservative Partei in die Referendum Party eintrat.

## Unterhauswahlen 1997
Im März 1997 stellte die Partei fünf Millionen Haushalten ein Videoband zu. In dem 12-minütigen Film, präsentiert von dem Fernsehmoderator Gavin Campbell, wurde vor einem „föderalen europäischen Über-Staat“ gewarnt.
Bei den Unterhauswahlen von 1997 erhielt die Referendum Party mehr als 800.000 Stimmen und wurde so zur viertstärksten Kraft, gewann jedoch keinen Sitz.
Nach einer Analyse von John Curtice und Michael Steed können „lediglich eine Handvoll Sitzverluste der Konservativen auf das Eingreifen der Referendum Party zurückgeführt“ werden. Nach ihrer Einschätzung wären lediglich vier weitere Sitze an die Konservative Partei gegangen, wenn nicht die Referendum Party kandidiert hätte. Anhänger der Partei reklamierten jedoch zwischen 25 und 30 Mandatsverluste der Konservativen, die direkt auf den Wahlkampf der Referendum Party zurückzuführen seien. Die Analyse von Curtice und Steed kommt zu dem Schluss, dass immer dann, wenn ein Kandidat der Referendum Party oder der UK Independence Party aufgestellt war, die Konservativen Stimmenverluste hinnehmen mussten. Wenn ein Kandidat der Referendum Party einen hohen Stimmenanteil erhielt, zog er allerdings eher Wähler ab, die ansonsten für die Labour Party oder die Liberaldemokraten gestimmt hätten.
George Gardiner bewarb sich für die Referendum Party um eine Wiederwahl im Wahlkreis Reigate, wurde jedoch vom neuen Kandidaten der Konservativen Partei geschlagen.
Goldsmith erklärte, die Partei fortführen zu wollen, doch sein Tod im Juli 1997 beraubte sie ihrer bekanntesten Führungspersönlichkeit und der finanziellen Mittel, die er zur Verfügung gestellt hatte. Kurz darauf löste sich die Partei auf.

## Nachfolgeorganisationen
Führende Persönlichkeiten der Partei, darunter Goldsmiths Witwe Lady Anabel Goldsmith, gründeten eine Nachfolgeorganisation, das Referendum Movement. Dieses vereinigte sich im Januar 1999 mit der von dem Millionär Paul Sykes gegründeten Euro-feindlichen Organisation Euro Information Campaign zum Democracy Movement. Dabei handelt es sich nicht um eine Partei, sondern um eine Interessenvertretung.